# Фин Вулфхард
Фин Вулфхард (енгл. Finn Wolfhard; Ванкувер, 23. децембар 2002) канадски је глумац и музичар. Тумачи Мајка Вилера у серији Чудније ствари (2016—данас). На филму је глумио Ричија Тозијера у филмској адаптацији истоименог романа Стивена Кинга и његовом наставку То: Друго поглавље (2019), Бориса Павликовског у драмском филму Чешљугар (2019), позајмио глас Пагслију Адамсу у филму Породица Адамс (2019) и Тревора Спенглера у научнофантастичним филмовима Истеривачи духова: Наслеђе (2021) и Истеривачи духова: Ледена претња (2024).
Био је главни вокалиста и гитариста рок групе Calpurnia и актуелни члан групе The Aubreys.

## Детињство и младост
Вулфхард је рођен у Ванкуверу, Британска Колумбија, Канада, у породици француског, немачког и јеврејског порекла. Похађао је католичку школу. Његов отац, Ерик Вулфхард, истраживач је права на земљу абориџина. Има старијег брата, глумца Ника Вулфхарда.

## Филмографија

### Филм
Као глумац
| Година | Српски назив                     | Изворни назив       | Улога                   | Напомене    |
| ------ | -------------------------------- | ------------------- | ----------------------- | ----------- |
| 2013.  |                                  |                     | млади Чарлс             | кратки филм |
| 2013.  |                                  |                     |                         | кратки филм |
| 2017.  | То                               |                     | Ричи Тозијер            |             |
| 2018.  |                                  |                     | Тајлер                  |             |
| 2018.  |                                  | Херберт Вест (глас) |                         |             |
| 2019.  | То: Друго поглавље               |                     | млади Ричи Тозијер      |             |
| 2019.  | Чешљугар                         |                     | млади Борис Павликовски |             |
| 2019.  | Породица Адамс                   |                     | Пагсли Адамс (глас)     |             |
| 2020.  | Окретај завртња                  |                     | Мајлс Ферчајлс          |             |
| 2020.  |                                  |                     |                         |             |
| 2020.  |                                  |                     | Боберт                  | кратки филм |
| 2021.  |                                  |                     | Езра                    | камео улога |
| 2021.  | Истеривачи духова: Наслеђе       |                     | Тревор Спенглер         |             |
| 2022.  |                                  |                     | Зиги                    |             |
| 2022.  | Пинокио                          |                     | Лучињоло (глас)         |             |
| 2024.  | Истеривачи духова: Ледена претња |                     | Тревор Спенглер         |             |

Као редитељ
| Година | Српски назив | Изворни назив | Напомене                       | Реф.             |
| ------ | ------------ | ------------- | ------------------------------ | ---------------- |
| 2017.  |              |               | музички спот групе             | редитељ и глумац |
| 2020.  |              |               | кратки филм, такође сценариста | [ 7 ]            |

### Телевизија
| Година     | Српски назив                             | Изворни назив | Улога                         | Напомене                                    |
| ---------- | ---------------------------------------- | ------------- | ----------------------------- | ------------------------------------------- |
| 2014.      | Стотина                                  |               | Зоран                         | епизода: „”                                 |
| 2015.      | Ловци на натприродно                     |               | Џорди Пински                  | епизода: „”                                 |
| 2016—данас | Чудније ствари                           |               | Мајк Вилер                    | главна улога                                |
| 2017.      |                                          |               | млади Гаус (глас)             | кратки филм                                 |
| 2017.      |                                          |               | себе                          | епизода: „Глумачка постава Чуднијих ствари” |
| 2019—2021. | Кармен Сандијего                         |               | Играч (глас)                  | главна улога                                |
| 2019—2021. | Кармен Сандијего: Украсти или не украсти |               | Играч (глас)                  | интерактивни ТВ специјал                    |
| 2020.      |                                          |               | човек у зиду / Блајбли (глас) | пилот: „”                                   |
| 2020.      |                                          |               | мушка Златокоса (глас)        | епизода: „”                                 |
| 2020.      |                                          |               | Ињиго Монтоја                 | епизода: „”                                 |
| 2021.      | Данканвил                                |               | Џереми / Норман (глас)        | епизода: „”                                 |